# Kemphyra corallina
Kemphyra corallina is een garnalensoort uit de familie van de Acanthephyridae. De wetenschappelijke naam van de soort werd in 1883 voor het eerst geldig gepubliceerd door Alphonse Milne-Edwards.